# The Very Best of Yanni
 The Very Best of Yanni  es un álbum de compilación del músico griego  Yanni, lanzado bajo el sello Windham Hill Records en 2000.

## Temas
| #   | Tema                     | Duración |
| --- | ------------------------ | -------- |
| 1.  | «Aria»                   |          |
| 2.  | «Looking Glass»          |          |
| 3.  | «In the Morning Light»   |          |
| 4.  | «Marching Season»        |          |
| 5.  | «Swept Away»             |          |
| 6.  | «One Man's Dream»        |          |
| 7.  | «The Mermaid»            |          |
| 8.  | «To The One Who Knows»   |          |
| 9.  | «Santorini»              |          |
| 10. | «Acroyali»               |          |
| 11. | «In The Mirror»          |          |
| 12. | «Someday»                |          |
| 13. | «Flight of Fantasy»      |          |
| 14. | «The End of August»      |          |
| 15. | «The Rain Must Fall»     |          |
| 16. | «Face In The Photograph» |          |

## Personal
Todos los temas musicales presentes en este disco fueron compuestos por Yanni